# Publi Corneli Escipió Pomponià Salvitó
Publi Corneli Escipió Pomponià Salvitó (llatí: Publius Cornelius P. f. Scipio Pomponianus Salvitto) era un militar romà d'origen obscur del segle i aC. Formava part de la gens Cornèlia i era de la família dels Escipions, per bé que sembla que va néixer a la gens Pompònia i fou adoptat per un Escipió (i d'aquí l'agnomen Pomponià). Pel que fa a l'agnomen Salvitó (o Salutió, segons la lectura), el qual Cassi Dió escriu Σαλάττων Salatton, Plini diu que semblava a un personatge del mim que rebia aquest nom.
L'any 46 aC, Juli Cèsar se'l va emportar a la campanya d'Àfrica contra les forces militars que romanien de l'exèrcit dispers de Pompeu, dirigides per Metel Escipió. Atesos els precedents familiars, hom va considerar bona idea de fer-lo lluitar davant de Cèsar. Altres fonts, però, suggereixen que Cèsar el va fer comandar les tropes perquè Salvitó era un militar mediocre i així fer burla de Metel Escipió, per mostrar-li el seu menyspreu.
Pot tractar-se del mateix personatge que va ser cònsol sufecte el 35 aC i amb un dels triumvirs que varen batre moneda a Lípara el 37-36 aC.